# American Gothic
American Gothic là một bức họa được sáng tác bởi Grant Wood thuộc bộ sưu tập của Viện Nghệ thuật Chicago. Cảm hứng của Wood đến từ cái mà ngày nay gọi là American Gothic House, và ông quyết định vẽ căn nhà cùng với "loại người mà tôi cho rằng nên sống trong căn nhà đó." Bức tranh vẽ một nông dân đứng cạnh cô con gái độc thân của ông ta. Được lấy mẫu thật ngoài đời từ em gái và nha sĩ của tác giả.
Đây là một trong những hình ảnh quen thuộc nhất trong nghệ thuật nước Mỹ, và bị nhiều người nhại (parody) theo.